# Неоренесанса
Неоренесанса (новоренесанса) је историзујући уметнички правац у архитектури који полази од ренесансе и имитира га. Овај стил је често употребљаван за изградњу великих репрезентативних објеката као што су театри о општинске зграде скупштине, музеја и народних домова. На концу 19. века се у овим зградама почињу појављивати и елементи сецесије. Такође се често дешава да Неоренесансне зграде имају сецесне ентеријере. 